# Earl of Winchester
Earl of Winchester war ein erblicher britischer Adelstitel, der im Mittelalter dreimal innerhalb der Peerage of England vergeben wurde. 

## Verleihungen
Der erste Earl war Saer de Quincy, der die Earlswürde am 13. März 1207 erhielt, nachdem seine Ehefrau die Hälfte des Besitzes der Earls of Leicester aus der Familie Beaumont geerbt hatte. Diese Verleihung erlosch am 25. April 1264, als Saers Sohn Roger de Quincy ohne männliche Erben starb.
Am 10. Mai 1322 machte König Eduard II. den älteren Hugh le Despenser zum Earl. Der Earl wurde 1326 wegen Hochverrats verurteilt und hingerichtet, sein Titel und sein Besitz wurde von der Krone eingezogen. 
König Eduard IV. war während seines Exils 1470/71 Gast eines flämischen Adligen, Ludwig von Brügge gewesen; nach seiner Rückkehr auf dem Thron belohnte er seinen Gastgeber am 13. Oktober 1422 mit dem Earldom of Winchester. Der Titel war mit einer aus Ländereien in Hampshire zu erwirtschaftenden jährlichen Pension von 200 £ verbunden, aber ausdrücklich nicht mit dem Recht am englischen Parlament teilzunehmen. Ludwigs Sohn, der 2. Earl, gab den Titel im Jahr 1499 an die Krone zurück.
Im Mittelalter waren die Earldoms (das heißt die bloßen Titel) oft mit Countys (das heißt einem zu verwaltenden Territorium) verknüpft, so dass der Earl of Winchester manchmal als Earl of Southampton bezeichnet wird, da Winchester die Hauptstadt von Hampshire ist, das damals auch County of Southampton oder Southamptonshire hieß.

## Liste der Earls of Winchester

### Earls of Winchester, erste Verleihung (1207)
- Saer de Quincy, 1. Earl of Winchester († 1219)
- Roger de Quincy, 2. Earl of Winchester († 1265)

### Earls of Winchester, zweite Verleihung (1322)
- Hugh le Despenser, 1. Earl of Winchester (1261–1326) (Titel verwirkt 1326)

### Earls of Winchester, dritte Verleihung (1472)
- Lewis de Bruges, 1. Earl of Winchester (1427–1492)
- John de Bruges, 2. Earl of Winchester (1458–1512), gab den Titel 1499 an die Krone zurück.